# Heaven Shall Burn... When We Are Gathered
Heaven Shall Burn... When We Are Gathered es el cuarto álbum de estudio de la banda sueca de black metal Marduk. Fue grabado y mezclado en los estudios The Abyss en enero de 1996 y lanzado el 1 de julio de ese mismo año a través de Osmose Productions. Fue relanzado en formato digipak con bonus incluidos el 27 de junio de 2006. Heaven Shall Burn... When We Are Gathered es el primer álbum de la banda en contar con Legion (ex Ophthalamia), en las voces y Peter Tägtgren como mezclador. Este álbum marcó un cambio en el estilo de Marduk ya que se torna un poco más popular y accesible, aunque conservando su ferocidad y agresividad lo cual se nota en su forma de tocar, la cual consiste en blast beats hiper veloces, su brutalidad característica (aunque adicionada con algunas partes melódicas) y una voz desgarradora por parte del vocalista Legion. 
La música en "Glorification of the Black God"  es una adaptación de "Night on Bald Mountain" de Modest Músorgski.Sin embargo, las letras de la canción están notoriamente inspiradas en el tema central de "Bald Mountain" (un aquelarre de brujas de St. John's Night).[cita requerida] El título del álbum hace referencia a la canción de Bathory, Dies Irae.

## Lista de canciones
| N.º | Título                                    | Duración |  |
| 1.  | «Summon the Darkness»                     | 0:21     |  |
| 2.  | «Beyond the Grace of God»                 | 5:17     |  |
| 3.  | «Infernal Eternal»                        | 4:41     |  |
| 4.  | «Glorification of the Black God»          | 4:52     |  |
| 5.  | «Darkness it Shall Be»                    | 4:40     |  |
| 6.  | «The Black Tormentor of Satan»            | 4:15     |  |
| 7.  | «Dracul va Domni Din Nou in Transilvania» | 5:39     |  |
| 8.  | «Legion»                                  | 5:55     |  |

| Bonus tracks |                                                                                       |          |  |
| N.º          | Título                                                                                | Duración |  |
| 9.           | «Beyond the Grace of God» (Demo-Versión; Reissue bonus track)                         | 5:21     |  |
| 10.          | «Glorification» (Demo-Versión; Reissue bonus track)                                   | 4:07     |  |
| 11.          | «Black Tormentor/Shadow of our Infernal King» (Demo-Versión; Reissue bonus track)     | 4:20     |  |
| 12.          | «Infernal Eternal/Towards the Land of the Damned» (Demo-Versión; Reissue bonus track) | 4:36     |  |

## Créditos
- Legion – voz
- Morgan Steinmeyer Håkansson – guitarra
- B. War – bajo
- Fredrik Andersson – dbatería
- Peter Tägtgren – mezclas